# Macario vagabond
Pour plus de détails, voir Fiche technique et Distribution.
Macario vagabond (Il vagabondo) est une comédie italienne réalisée par Carlo Borghesio et sortie en 1941.

## Synopsis
Pippo est un vagabond candide et naïf qui vit dans la bonne humeur malgré sa pauvreté, accompagnant sa journée de la musique de son accordéon et partageant une amitié avec le docteur Camillo, toujours prêt à soigner gratuitement ses patients. Pippo partage son modeste logement avec deux amis, Cresima, un écrivain en herbe toujours en quête d'inspiration pour son futur roman, et Fanfulla, un ancien majordome ayant été au service d'illustres familles. Un jour, n'ayant rien à mettre sur la table pour le déjeuner, Pippo entreprend de trouver le nécessaire grâce à l'aide de voisins qui partagent volontiers avec lui le peu qu'ils ont.
Quand vient le temps des fruits, Pippo part à leur recherche dans la campagne voisine et c'est là qu'il rencontre Lucilla, une jeune paysanne qui attire sa sympathie. Lucilla fournit les produits de la campagne à une famille noble voisine qui habite une splendide villa. À l'occasion d'une livraison, Pippo l'accompagne et a ainsi l'occasion de pénétrer dans la villa, d'entrer dans certaines pièces de la grande demeure, d'en admirer la grandeur et la magnificence. Par hasard, il assiste à une conversation entre deux invités du marquis propriétaire du bâtiment, dont l'un est un prétendant sur le point d'épouser la fille du marquis, Patrizia. Au cours de la conversation, Pippo apprend que le futur mariage ne se fait que par intérêt, car le prétendant est en fait un faux baron au visage dégarni. Surpris par les deux invités, Pippo est mis à la porte par le marquis, mais pas avant d'avoir raconté ce qu'il avait appris, même s'il n'est pas cru sur le moment.
De retour chez lui, il s'endort et imagine en rêve le marquis, sa femme et sa fille Patrizia arrivant dans une somptueuse voiture, tous reconnaissants de ce qui s'est passé grâce à Pippo, dont l'intervention providentielle a permis d'éviter un mariage désastreux. Et soudain, grâce à un médaillon qu'il porte autour du cou, il est reconnu comme le petit-fils perdu depuis l'enfance, ramené à la villa pour partager la vie de sa nouvelle famille. Dans le rêve, l'histoire se termine par les fiançailles entre Pippo et Lucilla et entre Patrizia et le docteur Camillo.
A son réveil, Pippo se rend compte que tout cela n'était qu'un rêve : mais c'est à ce moment-là qu'arrive la voiture du marquis qui, reconnaissant de ce qui s'est passé, invite Pippo à la villa avec l'intention de lui offrir un avenir. Pippo s'installe donc dans sa nouvelle maison, mais bientôt, déçu par la vie qu'il y mène et par l'impossibilité de la partager avec ses amis et Lucilla, il décide de reprendre ses habits de vagabond et de retourner auprès de Lucilla et de son ancienne existence.

## Fiche technique
- Titre français : Macario vagabond[1]
- Titre original italien : Il vagabondo[2]
- Réalisation : Carlo Borghesio
- Scénario : Anacleto Francini (it), Erminio Macario, Mario Amendola, Oreste Biancoli, Vincenzo Rovi (it) et Ákos Tolnay (it)
- Photographie : Giorgio Orsini, Vanni Pucci (it)
- Montage : Riccardo Cassano
- Musique : Pasquale Frustaci (it), Carlo Innocenzi et Luigi Malatesta
- Décors : Luigi Ricci (it)
- Production : Liborio Capitani
- Société de production : Capitani Film
- Pays de production :  Royaume d'Italie
- Langue originale : italien
- Format : Noir et blanc - Son mono
- Genre : comédie
- Durée : 83 minutes
- Dates de sortie : 
  - Royaume d'Italie : 22 décembre 1941
  - France : 13 mai 1952

## Distribution
- Erminio Macario : Pippo, le vagabond
- Memo Benassi : Fanfulla
- Luigi Almirante : Cresima
- Carlo Rizzo : Battista
- Stefano Sibaldi : Docteur Camillo
- Lily Granado : Lucilla
- Nicoletta Parodi : Patrizia
- Fritz Kraenke (en) : la marquise
- Carlo Moreno : le baron
- Giuseppe Zago : le marquis Andrea